# Verfassung Syriens
Die Verfassung Syriens (arabisch دستور سوريا, DMG Dustūr Sūriyā) vom 27. Februar 2012 bestimmt die grundlegenden Funktionen der Staatsregierung. Es bestimmt Syriens Wesenszüge als arabisch, demokratisch und republikanisch. Darüber hinaus beschreibt es das Land in der Linie mit der panarabischen Ideologie als eine Region der erweiterten Arabischen Welt und sein Volk als untrennbaren Teil der „arabischen Nation“.

## Ältere Verfassungen seit 1930
Ältere Versionen der Verfassung schließen eine 1930 von Ibrahim Hananu (NB) verfasste und eine ihr folgende Vorläufige Verfassung vom 25. April 1964 mit ein. Die bis 2012 gültige syrische Verfassung von 1973 festigte die Macht der Arabisch-Sozialistischen Baath-Partei, ihr §8 beschrieb die Partei als „die führende Partei in der Gesellschaft und dem Staat“. Die wirkliche Macht blieb beim Präsidenten der Republik (seit 2000 Baschar al-Assad, wiedergewählt im Jahre 2007), der gemäß §84 der alten Verfassung in einem Referendum auf Vorschlag des syrischen Zweiges der Baath-Partei gewählt wird.

## Inhalt der Verfassung 2012
In der neuen Verfassung wurden alle Bezüge auf den Sozialismus gestrichen. Auch der in Artikel 8 der bisherigen Verfassung festgeschriebene Führungsanspruch der Baath-Partei wurde gestrichen. Die islamische Rechtswissenschaft (Fiqh) wird zu einer Hauptquelle der Gesetzgebung. Der Paragraph lässt offen, welche Gesetze nun aus dem Koran und der Sunna entnommen werden. 
Der syrische Präsident muss Muslim sein. Des Weiteren muss er von Geburt Syrer sein, im Land geboren sein und darf nur mit einer Syrerin verheiratet sein. Sein Mindestalter zum Zeitpunkt der Wahl muss 40 Jahre betragen. Die Amtszeit des Präsidenten liegt in der neuen Verfassung bei sieben Jahren, eine Wiederwahl ist nur einmal möglich. Letzteres zählt aber erst nach der aktuellen Amtsperiode Assads. Kandidieren darf nur, wer die Unterstützung von mindestens 35 Mitgliedern des 250 Sitze umfassenden Parlaments (Syrischer Volksrat) hat. Parteien mit regionaler, religiöser oder ethnischer Grundlage sind verboten. Innerhalb von 90 Tagen nach dem Referendum wurde der Volksrat bei der Parlamentswahl in Syrien 2012 neu gewählt.

## Übergangsverfassung seit 2025
Am 29. Januar 2025, während der Konferenz zum Sieg der syrischen Revolution, kündigte Hassan Abdel Ghani, Sprecher des Militärischen Operationskommandos, die Aufhebung der syrischen Verfassung von 2012 an. Präsident Ahmed al-Sharaa erklärte, er werde eine "verfassungsmäßige Erklärung" herausgeben, die als "rechtliche Grundlage" bis zur neuen Verfassung dienen solle. Syrien Interimpräsident schwört, 'zivilen Frieden' in erster Ansprache zu bewahren. In: France24. 30. Januar 2025, abgerufen am 13. März 2025.

### Inhalt
Die Verfassung sieht ein Präsidialsystem mit der Exekutivgewalt in den Händen des Präsidenten vor, der die Minister ernennt, ohne das Amt des Premierministers. Diese Verfassung verankert das islamische Recht als Hauptableitung der Rechtsprechung bei gleichzeitiger Wahrung der Meinungs- und Redefreiheit, wobei öffentliche Unterstützung für das ehemalige Baathistische-Regime kriminalisiert wurde. Der neue Volksrat wurde eingerichtet, um während der fünfjährigen Übergangsphase als Übergangsparlament zu dienen und die Ausarbeitung einer neuen ständigen Verfassung zu überwachen. Der Präsident ernennt ein Drittel der Mitglieder des Volksrates sowie die Richter des Verfassungsgerichts, ohne dass eine Bestätigung durch das Parlament erforderlich ist. Die interimistische Verfassung soll erstmal für fünf Jahre gelten.